# Henryk III z Louvain
Henryk III (zm. w 1095 r.) – hrabia Louvain od 1079 r., landgraf Brabancji od ok. 1086 r. z dynastii z Louvain.

## Życie
Henryk był najstarszym synem Henryka II, hrabiego Louvain i Adeli z Betau. Po ojcu odziedziczył Louvain w 1079 r. W dokumencie z 1086 r. użył tytułu hrabiego (landgrafa) Brabancji. Toczył liczne spory. Zginął w czasie turnieju rycerskiego.
Żoną Henryka była Gertruda, córka hrabiego Flandrii Roberta I oraz Gertrudy z Saksonii. Henryk i Gertruda doczekali się czterech córek. Po śmierci Henryka Gertruda ponownie wyszła za mąż, tym razem za księcia Górnej Lotaryngii Teodoryka II Walecznego. Później jedna z córek Henryka i Gertrudy, Adelajda, wyszła za mąż za syna Teodoryka z pierwszego małżeństwa, księcia Górnej Lotaryngii Szymona I. 